# Bresnica, Bosilegrad
Bresnica (izvirno srbsko Бресница; bolgarsko Бресница) je naselje v Srbiji, ki upravno spada pod Občino Bosilegrad; slednja pa je del Pčinjskega upravnega okraja.

## Demografija
V naselju živi 68 polnoletnih prebivalcev, pri čemer je njihova povprečna starost 55,4 let (56,4 pri moških in 54,6 pri ženskah). Naselje ima 35 gospodinjstev, pri čemer je povprečno število članov na gospodinjstvo 2,20.
To naselje je v glavnem bolgarsko (glede na popis iz leta 2002).
|  |

| Demografija | Demografija     | Demografija     |
| Leto        | Št. prebivalcev | Št. prebivalcev |
| ----------- | --------------- | --------------- |
|             |                 |                 |
|             |                 |                 |
|             |                 |                 |
|             |                 |                 |
| 1948        | 401             |                 |
| 1953        | 429             |                 |
| 1961        | 376             |                 |
| 1971        | 296             |                 |
| 1981        | 177             |                 |
| 1991        | 131             | 131             |
| 2002        | 77              | 77              |
|             |                 |                 |

| Etnična sestava po popisu iz leta 2002 | Etnična sestava po popisu iz leta 2002 | Etnična sestava po popisu iz leta 2002 | Etnična sestava po popisu iz leta 2002 | Etnična sestava po popisu iz leta 2002 |
| -------------------------------------- | -------------------------------------- | -------------------------------------- | -------------------------------------- | -------------------------------------- |
| Bolgari                                | Bolgari                                |                                        | 55                                     | 71,42%                                 |
| Srbi                                   | Srbi                                   |                                        | 19                                     | 24,67%                                 |
| Črnogorci                              | Črnogorci                              |                                        | 1                                      | 1,29%                                  |
| Neznano                                | Neznano                                |                                        | 0                                      | 0,0%                                   |